# Радилово (Торжоцький район)
Радилово (рос. Радилово) — присілок в Торжоцькому районі Тверської області Російської Федерації.
Населення становить 6 осіб. Входить до складу муніципального утворення Грузинське сільське поселення.

## Історія
Від 2005 року входить до складу муніципального утворення Грузинське сільське поселення.

## Населення
| 2010 |
| ---- |
| 6    |